# Vicentinópolis
Vicentinópolis este un oraș în Goiás (GO), Brazilia.